# Rüdiger Hänel
Rüdiger Hänel (* 16. Juni 1958 in Plau/Mecklenburg; † 15. Mai 2023 in  Bornheim) war ein deutscher Feldhockeyspieler, -trainer und -trainerausbilder. Von 1991 bis 1996 war er der Cheftrainer der deutschen Feldhockeynationalmannschaft und gewann mit diesen die Silbermedaille bei den olympischen Spielen in Barcelona 1992.

## Leben
Rüdiger Hänel wurde 1958 in Plau/Mecklenburg als Sohn einer Lehrerin und eines Lehrers geboren. Sowohl sein Vater als auch sein Bruder Uli spielten in der deutschen Nationalmannschaft. Vater Horst wurde achtmal Deutscher Vereinsmeister für die ehemalige DDR, Bruder Uli sammelte 154 Länderspieleinsätze für die Bundesrepublik. Rüdiger Hänel arbeitete bereits ab 1976 als Trainer im Jugendbereich und wurde 1985 beim Bonner THV als Spielertrainer eingesetzt. 1986 schloss er den Besuch der Trainerakademie in Köln mit dem Diplom erfolgreich ab. 1990 avancierte der BTHV-Coach zum Bundestrainer der deutschen U21-Juniorinnen und übernahm bereits ein Jahr später das Amt des Damen-Bundestrainers. Nach seinem Rücktritt als Bundestrainer 1996 folgten viele Stationen als Vereinstrainer (u. a. Uhlenhorst Mülheim, ETuF Essen und Blau-Weiss Köln). Von 2002 bis 2014 war er nochmals beim BTHV als Trainer aktiv. 2017 folgte auch noch eine Station bei Rot-Weiss Köln. Zuletzt war er u. a. beim TV Jahn Hiesfeld im Einsatz.
Rüdiger Hänel war der bisher jüngste Cheftrainer, der die Verantwortung für die Damen-Hockeynationalmannschaft übernahm. Zur allgemeinen Überraschung feierte er nur kurze Zeit nach seinem Amtsantritt Anfang 1991 mit dem Gewinn der Vizeeuropameisterschaft einen gelungenen Einstand und konnte von den Olympischen Spielen in Barcelona 1992 mit der Silbermedaille zurückkehren.
Hänel trainierte Zeit seines Lebens zahlreiche Mannschaften im Jugend- und Erwachsenenbereich im gesamten Bundesgebiet, hauptsächlich aber in Nordrhein-Westfalen. Der deutschen Hockeygemeinschaft allgemein bekannt wurde er durch seine jahrzehntelange Trainer-Ausbildertätigkeit für den Westdeutschen Hockey-Verband und den Deutschen Hockey-Bund. Bundesligatrainer, die nicht durch Hänel ausgebildet wurden, sind kaum zu finden. Schon kurz nach seinem Diplomtrainerabschluss stieg Rüdiger Hänel in die Strukturierung der DHB-Trainerausbildung als Mitglied der DHB-Lehrkommission ein. Seine Idee der vereinsnahen modularen Trainerausbildung setzte er insbesondere im Westdeutschen Hockey-Verband um. Der DHB gab ihm die Möglichkeit dieses System der Trainerausbildung auch bundesweit zu praktizieren.
Immer wieder zitiert wurde seine stoische Ruhe während der Spiele und seine nüchterne und scheinbar emotionslose Art im Umgang mit seinen Spielern. Im Bereich der Trainerausbildung überzeugte er immer wieder durch die tiefe Expertise und scheinbar endlose Geduld.

## Trivia
Rüdiger Hänel nannte seine Schützlinge oft „Keule“ – womit er auf eine ganz besondere Art dokumentierte, dass er alle gleichbehandeln wollte. Dieser Umstand brachte ihm nach kurzer Zeit selbst den Spitznamen „Keule“ ein.

## Belege
1. ↑  , Rüdiger Hänel – Das Gesicht unserer DHB Trainer*innenausbildung überraschend gestorben, abgerufen am 17. Juli 2023

| Personendaten    | Personendaten           |
| ---------------- | ----------------------- |
| NAME             | Hänel, Rüdiger          |
| KURZBESCHREIBUNG | deutscher Hockeytrainer |
| GEBURTSDATUM     | 16. Juni 1958           |
| GEBURTSORT       | Plau/Mecklenburg        |
| STERBEDATUM      | 15. Mai 2023            |
| STERBEORT        | bei Bonn                |